# Rex Hartwig

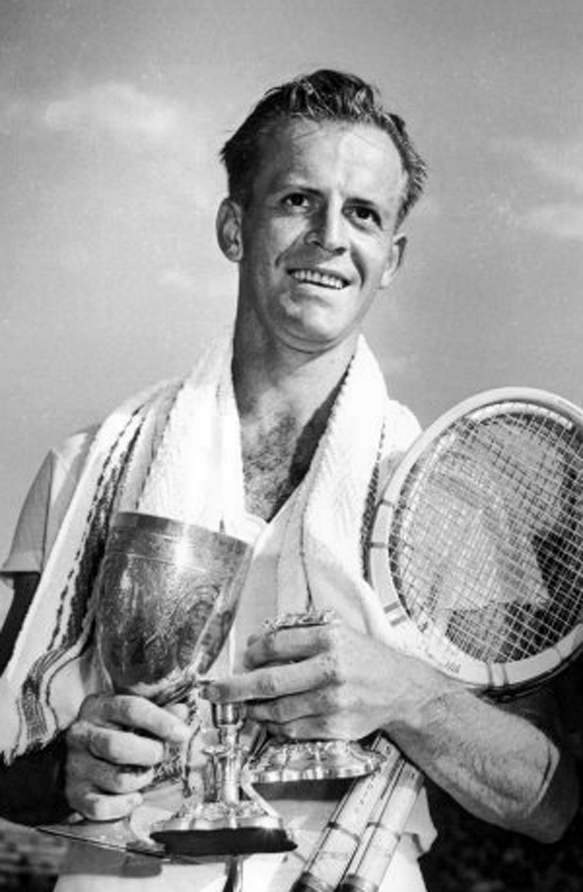
Rex Hartwig

Rex Noel Hartwig (* 2. September 1929 in Culcairn, New South Wales; † 30. Dezember 2022) war ein australischer Tennisspieler.
Im Jahr 1953 konnte er mit Mervyn Rose das Doppel der Amerikanischen Tennismeisterschaften gegen die US-Amerikaner Gardnar Mulloy und Bill Talbert in vier Sätzen mit 6:4, 4:6, 6:2 und 6:4 gewinnen, nachdem er schon zuvor mit der US-Amerikanerin Julie Sampson gegen Maureen Connolly und Ham Richardson in zwei Sätzen mit 6:4 und 6:3 das gemischte Doppel der Australischen Tennismeisterschaften gewonnen hatte.
1954 wurde Hartwig Zweiter bei den Australischen Tennismeisterschaften. Er verlor gegen seinen Doppelpartner Mervyn Rose in vier Sätzen mit 2:6, 6:0, 4:6 und 2:6. In der Doppelkonkurrenz traten Rex Hartwig und Mervyn Rose im Endspiel gegen ihre Landsmänner Neale Fraser und Clive Wilderspin an. Sie konnten das Spiel in drei Sätzen mit 6:3, 6:4 und 6:2 gewinnen. Das gemischte Doppel dieses Wettbewerbs konnte Hartwig auch 1954 gewinnen. An seiner Seite spielte Thelma Coyne Long, mit der er im Finale die Australier Beryl Penrose und John Bromwich
in drei Sätzen mit 4:6, 6:1 und 6:2 besiegen konnte. Bei den Französischen Tennismeisterschaften im selben Jahr unterlag er mit Jacqueline Patorni im gemischten Doppel Maureen Connolly und Lew Hoad in zwei Sätzen mit 6:4 und 6:3. Das Doppelfinale von Wimbledon 1954 gegen die US-Amerikaner Vic Seixas und Tony Trabert gewannen Hartwig und Rose in vier Sätzen mit 6:4, 6:4, 3:6 und 6:4. Der Einzug in das Finale im Einzel der Amerikanischen Tennismeisterschaften in jenem Jahr gelang Hartwig, das Spiel gegen Vic Seixas verlor er jedoch in vier Sätzen mit 6:3, 2:6, 4:6 und 4:6.
1955 konnte Hartwig seinen Erfolg in Wimbledon aus dem Vorjahr wiederholen. Er und Lew Hoad gewannen gegen ihre Landsmänner Neale Fraser und Ken Rosewall in drei Sätzen (7:5, 6:4 und 6:3).